# إدوارد بيلامي
إدوارد بيلامي (26 مارس 1850 - 22 مايو 1898) (بالإنجليزية: Edward Bellamy)‏ هو كاتب وروائي أمريكي اشتراكي. مشهور بروايته النظر إلى الماضي. ورؤية بيلامي لعالم متناغم في المستقبل ألهمت أكثر من 160 نادي قومي لنشر أفكار بيلامي السياسية والعمل على جعلها واقعاً.

## سيرته

### النشأة
ولد إدوارد بيلامي عام 1850 في شيكوبي في ولاية ماساتشوستس. والده روفوس كينج بيلامي (1816-1886) كان وزيراً معمدانياً، ونسيب جوزيف بيلامي. وأمه ماريا لويزا بيلامي كانت هي نفسها ابنة وزيراً معمدانياً اسمه بنجامين بوتنام اجبر على الانسحاب من الوزارة.
حضر بيلامي في البداية المدارس العامة في شيكوبي قبل أن يغادرها إلى كلية الاتحاد في سكنيكتادي، نيويورك، حيث درس هناك لمدة سنتين فقط. وبعد مغادرته الدراسة في نيويورك، اتخذ طريقه إلى أوروبا لمدة عام واحد، وقضى وقتاً واسعاً في ألمانيا. درس بيلامي القانون لفترة، وما لبث أن تخلى عن هذا المجال ولم يمارس المحاماة أبداً. بدلاً من هذا دخل عالم الصحافة وعمل لصالح صحيفة نيويورك بوست قبل عودته إلى مسقط رأسه.
عندما بلغ بيلامي 25 سنة أُصيب بمرض السل، المرض الذي يكلفه حياته في نهاية المطاف. وظل يعاني من آثار هذا المرض طوال حياته، وفي محاولة منه لمقاومة المرض سافر إلى جزر الهاواي عام 1877 وقضى هناك عاماً واحداً، وبعد عودته من هاواي قرر التخلي عن حياة الصحافة وفضل العمل الأدبي، الذي يضع عليه أضراراً أخف على صحته.
تزوج بيلامي إيما أوجوست ساندرسون في 1882. وحصل منها على طفلين.

### حياته الأدبية
روايات بيلامي الأولى تتضمن: ستة إلى واحد (1877)، عملية الدكتور هيدنهوف (1880)، أخت الآنسة لودينجتون (1884). ومع ذلك فإن هذه الروايات لم تحقق الشهرة لكاتبها، بالنسبة لرواية الخيال العلمي اليوطوبية «النظر إلى الماضي» التي حققت لبيلامي شهرة كبيرة، نشرت هذه الرواية للمرة الأولى في يناير 1888، وأسرت مخيلة الجماهير وقفزت ببيلامي إلى الشهرة الأدبية. ناشر الكتاب بالكاد جارى الطلبيات. ومع حلول نهاية القرن التاسع عشر بيع من هذه الرواية أكثر من أي كتاب آخر في الولايات المتحدة متخطيةً رواية هيريت ستاو «كوخ العم توم».
على الرغم من أن بيلامي صرح بأنه لم يكتب «النظر إلى الماضي» لغرض سياسي، إلا أن الكتاب ألهم جحافل من القراء المتأثرين لإنشاء ما يسمى بالأندية القومية، بداية في بوسطن في أواخر عام  1888. نظرة بيلامي، لبلد خال من العلل الاجتماعية من خلال التخلي عن مبدأ التنافس ومن خلال ملكية الدولة للصناعة، جذبت أجيال من المثقفين. ومع حلول عام 1891 كان هناك ما لا يقل عن 162 نادي قومي.
بيلامي بنفسه نشط سياسياً في الحركة السياسية التي نشأت حول كتابه. لاسيما بعد 1891 عندما أنشأ مجلته الخاصة «الأمة الجديدة» وعزز العمل الموحد بين مختلف الأندية القومية. وأنشأ حزب الشعب في الولايات المتحدة. وعلى مدى السنوات الثلاثة والنصف التالية انخرط بيلامي بالسياسة، وانتهت هذه المرحلة من حياة بيلامي في 1894 عندما توقف نشر مجلته بسبب صعوبات مالية.
عاد بيلامي بعد ذلك للعمل الأدبي، وكتب روايته الأخيرة مساواة نشرت 1897.

### وفاته
توفي بيلامي في 1898 بسبب إصابته بمرض السل في مسقط رأسه بشيكوبي في ولاية مساتشوستس عن عمر 48 عاماً.
اعتبر منزله في شيكوبي معلماً تاريخياً ووطنياً في عام 1971.

## أعماله
- ستة إلى واحد «Six to One» (رواية 1877).
- عملية الدكتور هيدنهوف « Dr. Heidenhoff's Process» (رواية 1880).
- أخت الآنسة لودينجتون «Miss Ludington's Sister» (رواية 1884).
- لمن هذه قد تأتي (1888) «To Whom This May Come».
- النظر إلى الماضي «Looking Backward» (رواية 1889).
- كيف كتبت النظر إلى الماضي «How I Came to Write Looking Backward» (مايو 1889).
- مساواة «Equality» (رواية 1898).
- دوق ستوكبريدج (1900) «The Duke of Stockbridge».

## وصلات خارجية
- إدوارد بيلامي على موقع الموسوعة البريطانية (الإنجليزية)
- إدوارد بيلامي على موقع إن إن دي بي (الإنجليزية)

إدوارد بيلامي  على قاعدة بيانات الخيال التأملي على الإنترنت
- مؤلفات إدوارد بيلامي في مشروع غوتنبرغ